# Ордекли
Ордекли (азерб. Ördəkli) — село в одноимённом административно-территориальном округе Зангеланского района Азербайджана. Село расположено на берегу реки Басутчай.

## История
По данным «Свода статистических данных о населении Закавказского края, извлеченных из посемейных списков 1886 года», в селе Ордаклы Ордаклинского сельского округа Зангезурского уезда Елизаветпольской губернии было 63 дыма и проживало 292 азербайджанца (в источнике — «татарина») шиитского вероисповедания. Всё население являлось государственными крестьянами.
Согласно результатам Азербайджанской сельскохозяйственной переписи 1921 года, Ордакли Ордаклинского сельского общества Кубатлинского уезда Азербайджанской ССР населяли 243 человек (80 хозяйств), преобладающая национальность — тюрки азербайджанские (азербайджанцы).
В ходе Первой карабахской войны, в 1993 году село было занято армянскими вооружёнными силами, и до ноября 2020 года находилось под контролем непризнанной НКР. 9 ноября 2020 года, в ходе Второй карабахской войны, президент Азербайджана объявил об освобождении села Ордекли вооружёнными силами Азербайджана.